# Польское телеграфное агентство
Польское телеграфное агентство (ПТА) (пол. Polska Agencja Telegraficzna) — правительственное информационное агентство, действовавшее в Польше в период с 1918 по 1939 год.
ПТА было создано вскоре после объявления создания независимого польского государства — 31 октября 1918 года группой польских журналистов на основе представительств Венского Корреспондентского Бюро во Львове и Кракове.
Агентство публиковало 14 новостных информационных блоков, посвященных главным событиям в политике, экономике, культуре и споре в Польше и за границей. Информационные бюллетени были доступны в нескольких европейских языках и являлась главным источником информации о Польше для заграничной прессы.
В 1927 г. ПТА в сотрудничестве с заграничными корреспондентами организовал выпуск еженедельной кинохроники. Короткие 10-минутные фильмы пускали перед сеансами в кинотеатрах. Перед II Мировой войной было создано около 600 выпусков. Архив ПТА сильно пострадал во время бомбардировки Варшавы в 1944 г., и после войны сохранилось только около 100 выпусков кинохроники.
Сеть территориальных бюро ПТА в 1935 г. состояла из 14 отделов: в Белостоке, Быдгоще, Гдыни, Грудзёндзе, Катовицах, Кракове, Люблине, Львове, Лодзи, Луцке, Познани, Сосновце, Торуни и Вильнюсе. За границей для ПТА работало 10 иностранных корреспондентов, деятельность которых координировали дипломаты Польши в этих странах, а также отдел печати Министерство иностранных дел Польши. Заграничные представительства ПТА: Берлин, Женева, Лондон, Москва, Париж, Нью-Йорк, Рига, Рим, Вена.
В 1935 г. ПТА являлось также крупнейшим рекламным агентством благодаря заключению договоров о распространении рекламы таких государственных учреждений, как Государственное монопольное алкогольное предприятие, Государственное монопольное табачное предприятие, Почтовая Сберегательная касса. В 1939 г. штат Польского Телеграфного Агентства насчитывал около 100 сотрудников; агентство выпускало 13 новостных информационных блоков, располагало службой иллюстраций, отделом кинохроники, занималось распространением рекламных объявлений.
В период II Мировой войны ПТА являлось официальным информационным агентством правительства Польши в изгнании сначала в Париже, а позднее — в Лондоне. После войны агентство фактически перестало функционировать, время от времени издавало информационные выпуски для Полонии о деятельности польского правительства в изгнании и ситуации в коммунистической Польше.
В 1991 г. ПТА прошло символическое объединение с Польским агентством печати.